# Saint-Médard (Deux-Sèvres)
Saint-Médard é uma comuna francesa na região administrativa da Nova Aquitânia, no departamento de Deux-Sèvres. Estende-se por uma área de 4,13 km². Em 2010 a comuna tinha 109 habitantes (densidade: 26,4 hab./km²).